# Мере (коммуна)
Мере́ (фр. Méré) — французская коммуна в департаменте Ивелин региона Иль-де-Франс, расположенная в 40 км от Парижа и 24 км от Версаля. Население (по данным 2007 года) — 1703 человека.

## Интересные факты
В Мере́ в 1694 году родился Франсуа Кенэ́, известный французский экономист XVIII века, основоположник школы физиократов, автор известной «Экономической таблицы Кенэ».